# Gran Fondo

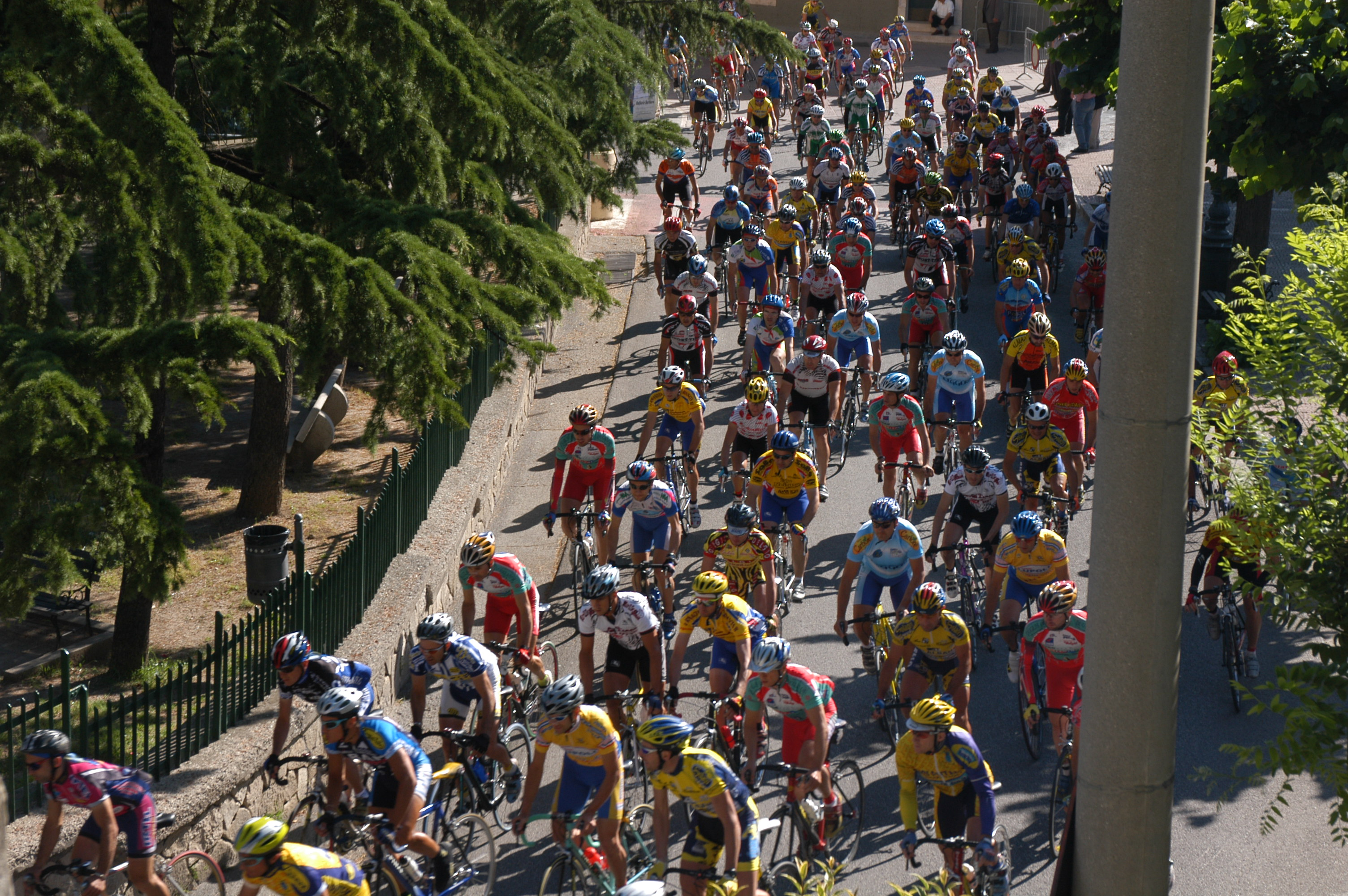
Der Gran Fondo del Vulture 2005

Gran Fondo oder Granfondo ist die Bezeichnung von Straßenradsportwettbewerben für Hobby-Radsportler, sogenannte „Jedermänner“. An den Veranstaltungen können auch Radrennfahrer teilnehmen, wobei es Einschränkungen für Mitglieder von bei der Union Cycliste Internationale (UCI) registrierten Radsportteams gibt. Der Begriff stammt aus dem Italienischen, „fondo“ und bedeutet „Ausdauer“.

## Geschichte und Begriff
Unter dem Namen „La Gran Fondo“ wurde 1884 erstmals ein 600 Kilometer langes Rennen in Italien ausgetragen. Zu dieser Zeit waren Distanzradfahrten über solch lange Strecken äußerst populär, da das Fahrrad sich als Fortbewegungsmittel noch bewähren musste. „La Gran Fondo“ führte von Mailand nach Rom.
Der moderne Begriff „Gran Fondo“ für Jedermannrennen ist auf das Jahr 1970 und auf Nove Colli zurückzuführen. Wie der Name es sagt, führt der Grand Fondo Nove Colli über neun Anstiege und zählt zu den populärsten Veranstaltungen Italiens. Neben Italien wurde der Begriff zunächst hauptsächlich in den Vereinigten Staaten benutzt.  Inzwischen wird der Begriff auch bei europäischen Rennen benutzt. So wird in Italien u. a. der „Granfondo La Fausto Coppi“ ausgetragen. In Deutschland werden Veranstaltungen in ähnlicher Form als Radtourenfahrten (RTF) durchgeführt, in Frankreich als Cyclosportive.
Ein Gran Fondo geht in der Regel über eine Distanz von 130 bis 170 Kilometer, aber auch Distanzen bis zu 230 Kilometer sind möglich, dabei sind auch große Höhenunterschiede üblich. Oftmals werden mehrere Streckenlängen angeboten: „Gran Fondo“ oder „lungo“ (volle Distanz), „Medio Fondo“ (mittel) und „Fondo“ oder „corto“ (kurz). Gestartet wird klassisch im Gran-Fondo-Massenstart oder alternativ mit französischem Start (Startzeitfenster) oder in Blöcken. Inzwischen sind auch Einzelzeitfahren über kürzere Distanzen im Programm.
Seit dem Jahr 2014 fasst die UCI eine Serie von Veranstaltungen zu einer Amateur-Weltmeisterschaft mit Qualifikationsläufen für Jedermann-Radsportler (mit oder ohne Lizenz eines UCI-Mitgliedverbandes) und einem Finallauf ausschließlich für lizenzierte Radsportler zusammen. Der Wettbewerb trug zunächst den Namen UCI World cycling Tour. Seit dem Jahr 2016  heißt die Serie UCI Gran Fondo World Series, das Finale wird unter dem Namen UCI Gran Fondo World Championships ausgetragen und beinhaltet die Wettbewerbe im Einzelzeitfahren und im Straßenrennen. Um an den Finalläufen teilnehmen zu können, muss in einem der Qualifier-Events ein Ergebnis unter den besten 25 % der gestarteten Fahrer der jeweiligen Altersklasse erzielt werden.